# رب براون
رب براون (انگلیسی: Reb Brown؛ زادهٔ ۲۹ آوریل ۱۹۴۸) یک هنرپیشه اهل ایالات متحده آمریکا است.

## بخشی از فیلمشناسی
از فیلم‌ها یا برنامه‌های تلویزیونی که وی در آن نقش داشته‌است می‌توان به آثار زیر اشاره کرد.
- تله فیلم کاپیتان آمریکا (1979)
- تله فیلم کاپیتان آمریکا ۲: مرگ نابهنگام (1979)
- فیلم شجاعت غیرمعمول (1983)